# Woodville (Wisconsin)
Woodville es una villa ubicada en el condado de St. Croix en el estado estadounidense de Wisconsin. En el Censo de 2010 tenía una población de 1.344 habitantes y una densidad poblacional de 294,01 personas por km².

## Geografía
Woodville se encuentra ubicada en las coordenadas 44°56′55″N 92°17′7″O / 44.94861, -92.28528. Según la Oficina del Censo de los Estados Unidos, Woodville tiene una superficie total de 4.57 km², de la cual 4.57 km² corresponden a tierra firme y (0%) 0 km² es agua.

## Demografía
Según el censo de 2010, había 1.344 personas residiendo en Woodville. La densidad de población era de 294,01 hab./km². De los 1.344 habitantes, Woodville estaba compuesto por el 96.13% blancos, el 0.07% eran afroamericanos, el 0.15% eran amerindios, el 0.52% eran asiáticos, el 0% eran isleños del Pacífico, el 0.97% eran de otras razas y el 2.16% pertenecían a dos o más razas. Del total de la población el 2.31% eran hispanos o latinos de cualquier raza.